# Küstrin-Kietz
Küstrin-Kietz är en ort i kommunen Küstriner Vorland i östra Tyskland, belägen vid gränsen mot Polen vid gränsövergången över Oder mot Kostrzyn nad Odrą. Befolkningen uppgick till 868 invånare 2006.
Orten utgörs av de stadsdelar i staden Kostrzyn nad Odrą (tyska: Küstrin) som blev kvar på den tyska sidan av gränsen efter att den nya tysk-polska gränsen drogs längs Oder-Neisselinjen efter andra världskriget. Från 1945 till 1990 var orten en självständig kommun i den sovjetiska ockupationszonen och i Östtyskland och därefter i det återförenade Tyskland fram till 1997; sedan dess ingår orten i den då sammanslagna kommunen Küstriner Vorland i Amt Golzow i Landkreis Märkisch-Oderland, Brandenburg.

## Historia
Artikeln behandlar huvudsakligen stadsdelens historia. För hela staden Küstrins historia, se även Kostrzyn nad Odrą#Historia.
Küstrin omnämns första gången som stad i ett dokument från 1232. Stadsdelen Kietz (för en diskussion av namnets etymologi, se Kiez) uppstod ursprungligen som en självständig bosättning för de slaviska underlydande till borgherren som arbetade vid Küstrins slott. Den medeltida förstaden med detta namn var dock belägen i innerstadens sydöstra del på den nuvarande polska sidan, men kom under 1500-talet att flyttas till västra sidan av Oder när Küstrins fästningsverk byggdes ut. Denna by blev 1930 införlivad i staden Küstrin och kom då tillsammans med stadsdelen Lange Vorstadt på den västra Odersidan att bilda den administrativa stadsdelen Küstrin-Kietz.
Küstrins gamla stadskärna ligger mellan floderna Oder och, längre österut, Warta. Den gamla stadskärnan förstördes fullständigt i andra världskrigets slutstrider 1945. Dess ruiner, som aldrig byggdes upp igen, samt förstäderna öster om Warta kom att tillfalla Polen efter kriget. Förstäderna väster om Oder blev däremot kvar på den tyska sidan men nu som en självständig kommun.

## Kommunikationer

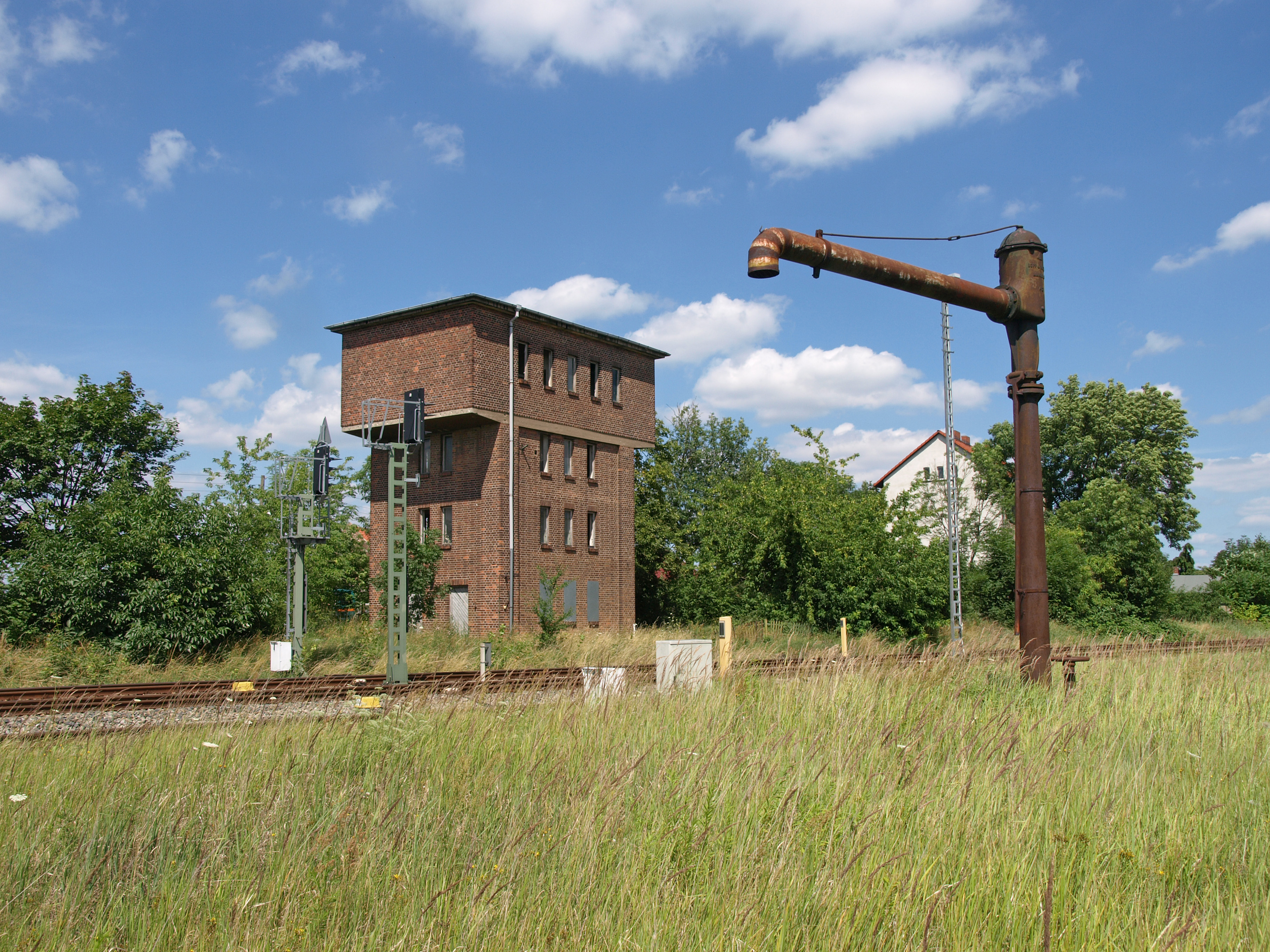
Vattentorn vid Küstrin-Kietz järnvägsstation.

Küstrin-Kietz och gränsbron mot Polen utgör den östra ändpunkten för Bundesstrasse 1, som leder härifrån via Berlin, Magdeburg och Düsseldorf till Aachen. Före 1945 sträckte sig vägen under namnet Reichsstrasse 1 hela vägen till Königsberg (nuv. Kaliningrad). Sedan 1992 är gränsövergången till Polen åter öppnad.
Küstrin-Kietz järnvägsstation öppnades 1857 på den preussiska östra stambanan som sammanband Berlin via Frankfurt an der Oder och Landsberg an der Warthe med Königsberg. 1867 öppnades den nuvarande linjen från Berlin via Strausberg. Under DDR-tiden användes gränsövergången enbart av godstrafik, medan stationen var ändstation på linjen från Berlin. Sedan 1992 trafikeras stationen av regionaltåg på linjen Berlin-Lichtenberg – Strausberg – Kostrzyn nad Odrą, medan stambanan söderut via Lebus mot Frankfurt an der Oder sedan år 2000 är nedlagd.
Fram till 1937 var Küstrin-Kietz anslutet till Küstrins spårvägsnät.
Vid Küstrin-Kietz station möts två stora europeiska cykelleder: Oder-Neisse-cykelleden och Europacykelled R1 mellan Boulogne-sur-Mer och Sankt Petersburg.

## Kultur och sevärdheter
- De tidigare artillerikasernerna i Küstrin är belägna på Oderinsel vid gränsövergången. Området användes av den sovjetiska armén under DDR-tiden och övergavs 1991.
- Küstrin-Kietz kulturhus, kultur- och evenemangslokal. I kulturhuset finns även ett stadshistoriskt museum över staden Küstrin.
- Küstrin-Kietz fågelpark
- Oderinsels naturskyddsområde, med Friedrichseiche, en ek som planterades 1765 till minne av kung Fredrik II av Preussens hjälp till staden Küstrins återuppbyggnad.

## Näringsliv
I Küstrin-Kietz ligger förbundslandet Brandenburgs enda oljekälla, som drivs av Engie.